# 1896-os magyar teniszbajnokság
Az 1896-os magyar teniszbajnokság a harmadik magyar bajnokság volt. A bajnokságot július 7. és 8. között rendezték meg Balatonfüreden, a Stefánia Yacht Egylet pályáján.

## Eredmények
| Versenyszám  | Arany                         | Arany | Ezüst                         | Ezüst | Bronz                                                         | Bronz |
| ------------ | ----------------------------- | ----- | ----------------------------- | ----- | ------------------------------------------------------------- | ----- |
| Férfi egyéni | báró Dániel Tibor Stefánia YE |       | gróf Zichy Károly Stefánia YE |       | báró Dőry József Stefánia YEgróf Dessewffy Aladár Stefánia YE |       |